# Sainte-Geneviève (Aisne)
Sainte-Geneviève é uma comuna francesa na região administrativa de Altos da França, no departamento de Aisne. Estende-se por uma área de 4,53 km². Em 2010 a comuna tinha 68 habitantes (densidade: 15 hab./km²).